# 책거리

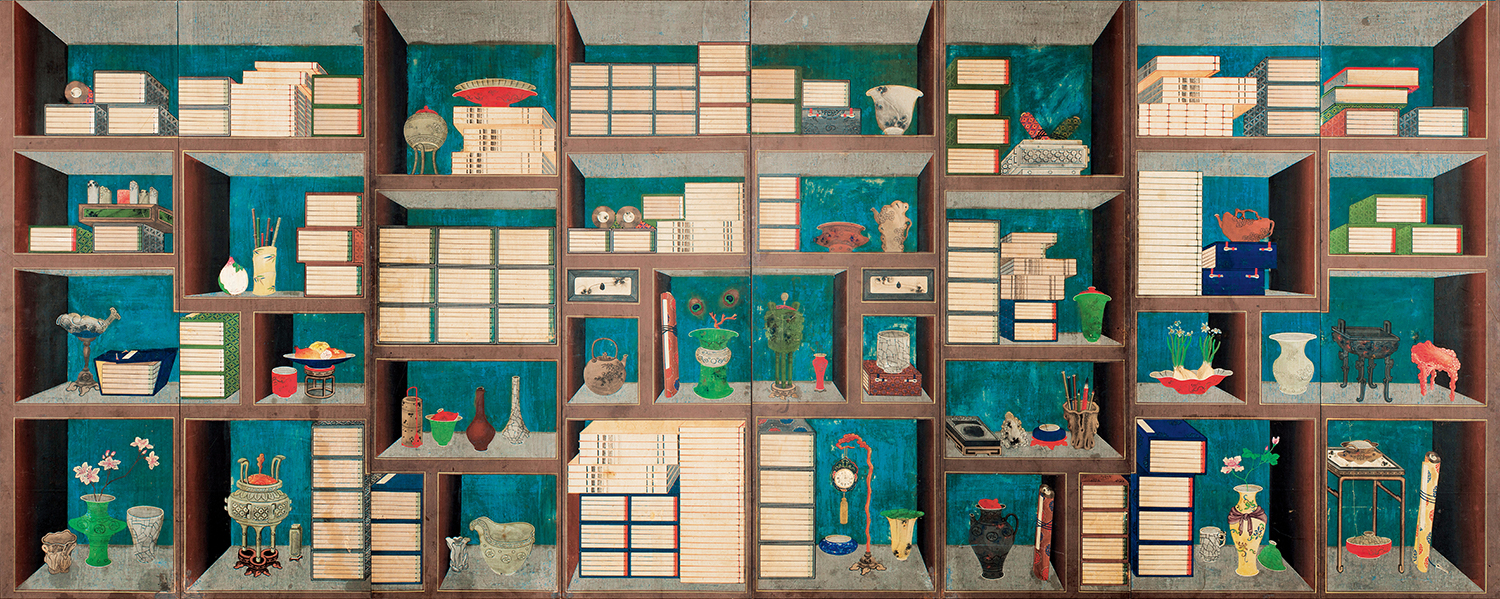
이응록, 1864-1872

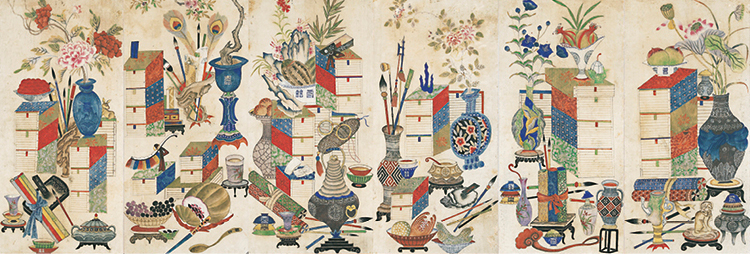
19세기 후반에 6첩 병풍으로 그려진 책거리

책거리는 책을 비롯한 여러 가지 물품을 그린 그림이다. '책'은 책(冊)을, '거리'는 대상이나 소재임을 의미한다. 18세기 후반부터 20세기 초반까지 유행하였으며 왕에서 서민까지 전 계층의 사람들이 향유했던 그림의 종류로, 책과 학습을 중요하게 생각했던 조선의 문화를 보여준다. 책가도(冊架圖), 문방도(文房圖)라고도 한다.

## 역사

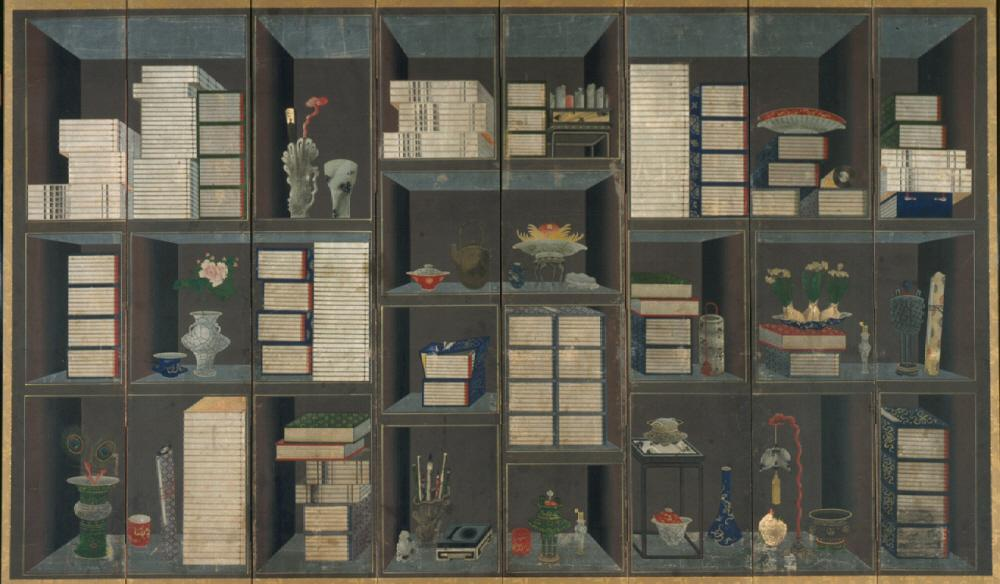
이응록, 1860-74

조선은 17세기의 혼란 이후 18세기가 되며 새로운 예술 형태가 발흥하는 등 문화적 전성기를 겪는다. 특히 학구적인 성격이었던 정조가 책거리에 대해 강한 의지를 보이자, 양반계급은 이 새로운 유형의 회화를 수용하며 같이 향유한다. 초기 책거리의 표현기법은 비유하자면 2차원에 3차원을 투영하는 일루저니즘 기법을 통해 그려졌다.
19세기가 되면 책거리는 서민들이 즐기는 민화의 영역으로 확산되어 다산, 장수, 출세 등의 행복을 추구하는 등 보다 표현주의적이고 추상적인 색채를 띄게 되고, 책 무더기 만을 주제로 하는 경우는 줄어든다. 궁정에서 책거리는 의례에도 사용된 반면, 가정에서 민화로 그려진 책거리는 순수한 장식용으로 사용되었다.

## 영향
정조 통치기에 조선과 청나라간의 문화교류가 활발해지는데, 이러한 영향을 받아 책거리에도 자명종, 시계, 안경 등의 외래 물품들이 등장한다. 책장도 청나라에서 서구의 영향을 받아 발생한 다보격(多寶格) 양식의 영향을 받은 부분이 발견된다. 화풍 역시 서구의 선원근법과 그림자 묘사 기법의 영향을 받은 것으로 분석된다.

## 갤러리

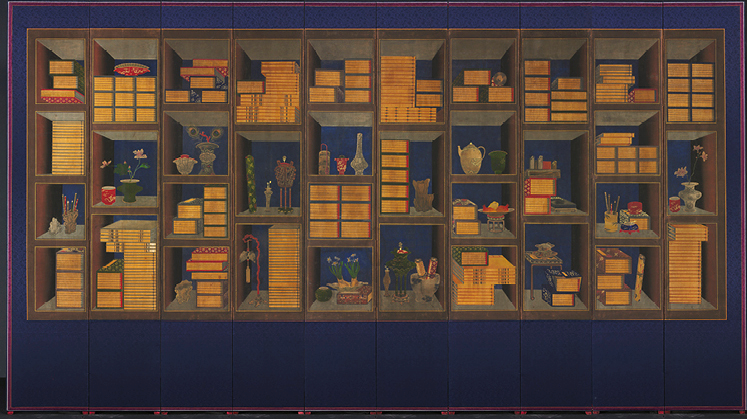
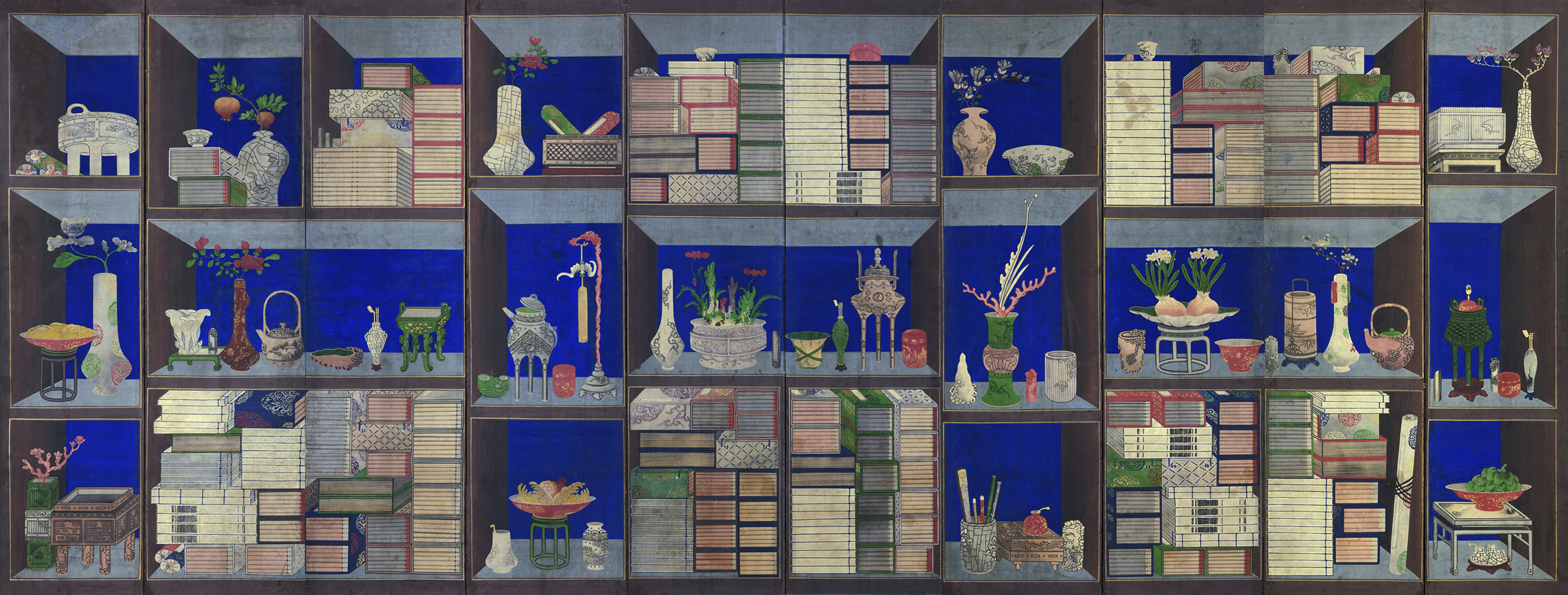